# إتافينون
إتافينون Etafenone هو موسع وعائي.